# Педяш Олександр Олександрович
Олекса́ндр Олекса́ндрович Педяш (нар. 9 березня 1994, Прилуки, Чернігівська область, Україна) — український футзаліст, правий вінгер київського «ХІТа» і збірної України. Майстер спорту України міжнародного класу.

## Біографія
Вихованець харківської ДЮСШ «ЕХО». Перший тренер — Олександр Володимирович Кузьменко.
2010 року у складі збірної Харківської області переміг в п'ятих спортивних іграх з футзалу серед юнаків 1994 року народження.
2011 року у складі харківського «Моноліт-ЕХО», став бронзовим призером і найкращим нападником чемпіонату України U-17.
Літом 2016 року підписав з хмельницьким «Спортлідером+» контракт до кінця травня 2018 року.
18 листопада 2017 року двічі забив одеському «Епіцентру К Авангард» і став найкращим бомбардиром МФК «Сокіл» в історії.
У грудні 2017 року отримав пропозицію нового контракту терміном на три роки. Після переговорів відмовився укладати нову угоду на запропонованих умовах. Після цього був переведений у другу команду. Згодом Педяш вирішив припинити співпрацю з «Соколом» в односторонньому порядку, про що письмово повідомив керівнику клубу. Після перемоги у справі підписав контракт з київським  «ХІТом». 
4 березня 2018 року у першому ж матчі за нову команду у 18-му турі відзначився м'ячем у ворота київського ІнБев-НПУ (3:1). У іграх плей-оф став кращим бомбардиром (9 голів) і в цілому виграв гонку снайперів в сезоні 2017/18 (26 м'ячів) та став володарем бронзових медалей чемпіонату. Загалом за шість сезонів у футболці столичного гранду провів 119 матчів та забив 81 гол в Екстра-лізі, що дозволило йому очолити рейтинг кращих бомбардирів в історії «ХІТа» в елітному дивізіоні. У сезоні 2022/23 разом із київською командою вперше в кар'єрі здобув золоті нагороди Екстра-ліги, а в наступному вдруге виграв чемпіонат Екстра-ліги.

## Статистика виступів у чемпіонатах України
| Сезон                      | Команда                    | Турнір                     | М   | Г   |
| -------------------------- | -------------------------- | -------------------------- | --- | --- |
| 2011/12                    | «Моноліт»                  | Вища ліга                  | 10  | 0   |
| 2013/14                    | «Моноліт»                  | Перша ліга                 | 17  | 19  |
| 2014/15                    | «Сокіл»                    | Екстра-ліга                | 27  | 10  |
| 2015/16                    | «Сокіл»                    | Екстра-ліга                | 23  | 9   |
| 2016/17                    | «Сокіл»                    | Екстра-ліга                | 20  | 20  |
| 2017/18                    | «Сокіл»                    | Екстра-ліга                | 13  | 16  |
| Усього за «Сокіл»          | Усього за «Сокіл»          | Усього за «Сокіл»          | 83  | 55  |
| 2017/18                    | «ХІТ»                      | Екстра-ліга                | 11  | 10  |
| 2018/19                    | «ХІТ»                      | Екстра-ліга                | 25  | 11  |
| 2019/20                    | «ХІТ»                      | Екстра-ліга                | 15  | 14  |
| 2020/21                    | «ХІТ»                      | Екстра-ліга                | 25  | 22  |
| 2021/22                    | «ХІТ»                      | Екстра-ліга                | 16  | 14  |
| 2022/23                    | «ХІТ»                      | Екстра-ліга                | 27  | 10  |
| 2023/24                    | «ХІТ»                      | Екстра-ліга                | 34  | 20  |
| Усього за «ХІТ»            | Усього за «ХІТ»            | Усього за «ХІТ»            | 153 | 101 |
| Усього в Вищій/Екстра-лізі | Усього в Вищій/Екстра-лізі | Усього в Вищій/Екстра-лізі | 246 | 156 |
| Усього в Першій лізі       | Усього в Першій лізі       | Усього в Першій лізі       | 17  | 19  |

## Виступи на рівні збірних

### Студентська збірна України
2018 року став бронзовим призером чемпіонату світу серед студентів у складі студентської збірно України, де зіграв шість матчів й забив два м'ячі у ворота збірних Хорватії і Росії

### Національна збірна України
28 січня 2017 року вперше потрапив у заявку національної збірної України на товариський матч з Іспанією. На наступний день дебютував у формі національної збірної у матчі проти того самого суперника.
Дебют в офіційному матчі відбувся 8 квітня 2017 року у матчі основного раунду відбору до Євро-2018 проти Чорногорії (4:2), в якому Педяш забив і перший м'яч у складі національної команди. У вересні 2018 року у складі збірної України став срібним призером турніру «Quadrangular international futsal tournament». Учасник ЧЄ-2022. Станом на 31 серпня 2024 року провів за національну збірну 62 матчі, в яких відзначився 13 влучними ударами.
| Рік   | М  | Г  |
| ----- | -- | -- |
| 2017  | 5  | 1  |
| 2018  | 11 | 2  |
| 2019  | 11 | 1  |
| 2020  | 7  | 1  |
| 2021  | 10 | 2  |
| 2022  | 4  | 0  |
| 2023  | 6  | 5  |
| 2024  | 8  | 1  |
| Разом | 62 | 13 |

## Нагороди і досягнення

### Командні
«Моноліт»
- Перша ліга
  -  Срібний призер (1): 2013/14

«Спортлідер+»
- Переможець турніру «LVIV OPEN CUP»: 2014 р.

«ХІТ»
- Екстра-ліга
  - Чемпіон України (2): 2022/23, 2023/24
  -  Срібний призер чемпіонату України (2): 2014/15, 2019/20

  -  Бронзовий призер чемпіонату України (2): 2018/19, 2020/21
  - Володар Суперкубка України (1): 2023

- Кубок
  -  Фіналіст (3): 2019/20, 2020/21, 2022/23

 Студентська збірна України
 Бронзовий призер чемпіонату світу: 2018
 Збірна України
 Срібний призер «Quadrangular international futsal tournament»: 2018

### Особисті
- Найкращий бомбардир Екстра-ліги: 2017/18 (26 м'ячів)
- У трійці найкращих футзалістів року в Україні (2): 2018[17], 2020[18]
- Учасник матчу всіх зірок Екстра-ліги: 2019[19]
- Найкращий гравець місяця за версією АФУ (3): грудень 2016 р.[20], жовтень 2018 р.[21], грудень 2019 р.[22]
- Потрапив у збірну першого кола Екстра-ліги: 2016/17[23]